# Asocjator
Asocjator – przekształcenie trójliniowe mierzące stopień łączności pierścienia niełącznego lub algebry niełącznej, podobnie jak komutator mierzy stopień nieprzemienności danej struktury. Tożsamościowa równość zeru zachodzi dla pierścienia łącznego lub algebry łącznej.

## Definicja
Jeśli {\displaystyle R} jest pierścieniem lub algebrą, to przekształcenie dane wzorem
{\displaystyle [x,y,z]=(xy)z-x(yz)}
dla dowolnych {\displaystyle x,y,z\in R} nazywane jest asocjatorem w pierścieniu (bądź algebrze) {\displaystyle R.}

## Własności
Asocjator:
- jest przekształceniem trójliniowym,
- w dowolnym pierścieniu spełnia równość,
{\displaystyle w[x,y,z]+[w,x,y]z=[wx,y,z]-[w,xy,z]+[w,x,yz].}